# Strongylosoma albipes
Strongylosoma albipes är en mångfotingart som beskrevs av Filippo Silvestri 1895. Strongylosoma albipes ingår i släktet Strongylosoma och familjen orangeridubbelfotingar. Inga underarter finns listade i Catalogue of Life.